# Армия и флот рабочей и крестьянской России (газета)
«Армия и флот рабочей и крестьянской России» («Рабочая и крестьянская Красная армия и флот») — ежедневное печатное издание Совета Народных Комиссаров по военным и морским делам РСФСР, начавшее выходить 21 ноября (4 декабря) 1917 года в Петрограде. Редакция находилась на Шпалерной улице, а сама газета печаталась в типографии военного Министерства. Главным редактором являлся К. С. Еремеев.

## Структура газеты
Материалы газеты располагались в двух основных отделах: Часть официальная и Часть неофициальная. В первой части публиковались приказы по армии и флоту, по военному и морскому ведомствам, постановления и декреты Совета Народных Комиссаров (в частности, Декрет о мире и Декрет о земле). В Неофициальной части выступали со своими статьями видные деятели большевистской партии: Ф. Э. Дзержинский, К. С. Еремеев, И. В. Сталин, Н. А. Семашко и другие. Многие материалы были посвящены переговорам о мире в Брест-Литовске, о подавлении мятежа Керенского-Краснова, о новой реорганизации армии и милиции.
14 (27) января 1918 года в газете был напечатан «Доклад о деятельности Совета Народных Комиссаров 11 (24) января», содержавший выступление В. И. Ленина на Третьем Всероссийском съезде Советов рабочих, солдатских и крестьянских депутатов. В номере от 18 (31) января 1918 года — первым, вышедшем под новым названием — Рабочая и крестьянская Красная армия и флот — был помещён Декрет Совета Народных Комиссаров от 15 января об организации Красной Армии (РККА), а также Декрет об выделении («ассигновании») двадцати миллионов рублей на её создание.
Всё время своего существования газета выходила под яркими аншлагами: «Да здравствует Красная Армия!», «Защита революции — Красная Армия». Из номера в номер печатался ряд статей, в частности «Армия царская, буржуазная и социалистическая», «Красная Армия и задача момента», «Для чего нужна социалистическая армия?», «Красные легионы», «Об условиях поступления в социалистическую армию», «Старая армия умерла… Да здравствует новая Красная Армия!», «Красная Армия — это звучит грозно и гордо!», «Что нужно знать солдату и гражданину, чтобы хорошо уметь драться штыком». Постоянными рубриками данного печатного издания являлись: Красная Армия, Из Москвы, По России, Обзор печати и Продовольствие Петрограда. В разделе, озаглавленном Победа Советской власти, печатались сообщения о переходе власти к Советам в различных городах бывшей Российской империи (Казани, Симферополе и других).
Последний 74(119) номер газеты «Рабочая и крестьянская…» вышел 30 апреля 1918 года. В нём сообщалось, что газета — как официальный орган Совета Народных Комиссаров по военным и морским делам прекратила свое существование — в связи с созданием в Москве другого печатного органа, названного «Красная Армия».